# Kamienica przy ul. Żeglarskiej 9 w Toruniu
Kamienica przy ul. Żeglarskiej 9 w Toruniu – gotycka kamienica znajdująca się na Starym Mieście w Toruniu.
Została zbudowana na przełomie XIII i XIV wieku, przebudowywana w XIX wieku. W latach 1848–1850 była siedzibą Ligi Polskiej, od 1886 roku stanowi siedzibę Domu Prowincji Toruńskiej sióstr Elżbietanek. 30 września 2021 roku na fasadzie budynku odsłonięto tablicę poświęconą Janowi Pawłowi II.
Budynek jest czteroosiowy, ma odsłonięte głęboko profilowane ceglane filarki międzyokienne wysokości fasady. Zachowały się elementy gotyckie w fasadzie bocznej, od ul. Rabiańskiej. Figuruje w gminnej ewidencji zabytków (nr 804).